# Oxygen Sound Studios
Die Oxygen Sound Studios GmbH ist ein Produktionsunternehmen für die Synchronisation von Filmen und Fernsehserien mit dem Hauptsitz in Berlin.

## Geschichte
Das Unternehmen wurde 2010 in Berlin gegründet. Aktueller Geschäftsführer ist Toby Craig. Den Posten der Produktionsleitung hat Philipp Kirschniok inne. Die Firma hat bereits über 210 Synchronisationen von Filmen und Serien übernommen. Oxygen Sound Studios ist auf das Sounddesign von Animationsfilmen und Videospielen spezialisiert.

## Produktionen (Auswahl)
Zu den bekanntesten Produktionen zählen:

### Anime
- Demon Slayer
- Dr. Stone
- Haikyuu
- Jujutsu Kaisen
- Re:Zero – Starting Life in Another World

### Realverfilmungen
- Alita: Battle Angel
- Das Damengambit
- Tarot – Tödliche Prophezeiung

### Videospiele
- Crysis 3
- Dragon Age: Inquisition
- Need for Speed: Rivals
- Pro Evolution Soccer 2013–2015
- The Elder Scrolls V: Skyrim